# Auguste Lameere
Auguste Alfred Lucien Lameere, né le 12 juin 1864 à Ixelles et mort le 6 mai 1942 à Bruxelles, est un entomologiste belge.

## Biographie
Il est professeur et doyen (1906-1907) de la Faculté des sciences à l’Université libre de Bruxelles. Membre actif de la Société royale belge d’entomologie (dont il fait partie à 16 ans et dont il sera le deuxième président d’honneur), il est l’auteur de nombreux articles, notamment sur les coléoptères et du célèbre Manuel de la Faune de Belgique qui aura une grande influence sur les entomologistes de son pays.
Il fait paraître, en trois volumes (1895, 1900 et 1907), son Manuel de la Faune de Belgique. Il s’intéresse aussi aux prionides dont il s’attache à retracer les relations de filiations en tenant compte de leur répartition. Il est élu membre de l’Académie royale de Belgique le 2 juin 1906.
Un musée à Bruxelles porte son nom, mais également un auditoire au campus du Solbosch de l'Université libre de Bruxelles (bâtiment U, section B). Sa bibliographie se trouve dans le Précis de Zoologie de 1942.

## Source
- Alain Pauly (2001). Bibliographie des Hyménoptères de Belgique précédée de notices biographiques (1827-2000). Première partie, Notes faunistiques de Gembloux, 44 : 37-84.  (ISSN 0770-2019)